# Línea de alta velocidad ferroviaria Haramain
La línea de alta velocidad Haramain o línea de alta velocidad La Meca-Medina es una línea de alta velocidad ferroviaria entre las ciudades de La Meca y Medina, en Arabia Saudita.

## Historia
Arabia Saudita, a través de la compañía estatal Organización de Ferrocarriles Saudí (SRO) inició la construcción, con financiación pública, de una línea ferroviaria de Alta Velocidad de 453 kilómetros entre las ciudades de La Meca y Medina (la llamada Haramain High Speed Rail o HHR).
SRO abrió la licitación el 1 de octubre de 2006 en un solo paquete, pero en 2008 decidió separar el contrato en tres partes: plataforma, estaciones y superestructura y operación.
Tras varios aplazamientos, el 3 de julio de 2010 se presentaron las ofertas para la Fase 2 donde el Consorcio Al Shoula compitió con el francés Al Rajhi Alliance, en el que participaban los ferrocarriles estatales franceses (SNCF) y Alstom, además de una constructora saudí. Otras propuestas descartadas fueron las del grupo alemán Saudi Bin Ladin Group (del que formaban parte Siemens y Deutsche Bahn) y las asiáticas Badr Consortium (coreano-japonesa) y CSR Consortium (China).

## Coste del proyecto
La inversión inicial presupuestada en la Fase 1.1 (la plataforma) era de 6 785 831 152 riyales saudíes, más 89,8 millones para la compañía Scott Wilson por consultoría, y 360 millones para Dar Al Handasa Consultants y la española Getinsa para la supervisión de las obras. Total: 7 235 631 152 SAR. Un total de 5 470 inmuebles han sido demolidos para la ejecución del proyecto.
La Fase 1.2 (las estaciones), tenía un presupuesto de 142 millones de riyales para el proyecto de cuatro de las cinco estaciones, y unos 9 374 millones de riyales para la construcción de las mismas (exactamente 9.374.054.311 riyales). La estación de KAIA, costeada por la Autoridad General de Aviación Civil, suponía 1 946 millones, por lo que el monto total para la construcción de estaciones ascendía a 11.320 millonesSAR.
La Fase 2 (la superestructura y los trenes) tenía un presupuesto de 30 815 millones de SAR.
En un principio el total del proyecto (excluyendo la expropiación del suelo) era de, al menos, 49 512 685 463 SAR, pero en 2012 se añadieron a la Fase 1.1 algunos puentes y otras estructuras (especialmente en el área 1) por un total de 3 980 659 886 SAR. De esta forma, el total presupuestado después de esas modificaciones ascendía a, al menos, 53 493 345 349 SAR que, al cambio de 2012 eran 11 705 327 210 Euros. Sin embargo, ya en 2011 el INECO cifraba el total de la inversión en 12 000 millones de Euros. En junio de 2014 SRO hablaba de 60 000 millones de SAR, y en octubre de 2015 ya se estimaban unos 63 000.
El ministro de transportes, Abdullah bin Abdulrahman Al Muqbel, manifestó el 2 de noviembre de 2015 que el coste total del proyecto ascendía a 67 000 millones de SAR y que los ingresos previstos en los primeros doce años de operación cubrirán el 75% de la inversión.
El 3 de marzo de 2020, el diario ginebrino Tribune de Genève reveló que el entonces rey de España, Juan Carlos I, había recibido entre 2008 y 2012 a través de una sociedad panameña un total de 100 millones de dólares una sucursal de la Banca Mirabaud en ese país, considerado paraíso fiscal. La Justicia ginebrina abrió una investigación por blanqueo de capitales; se sospechaba que ese dinero había sido transferido por el rey de Arabia Saudita, Abdalá bin Abdulaziz, al monarca por su intervención en la adjudicación de contratos de construcción a un consorcio de empresas españolas. El pago se efectuó en agosto de 2008, a los siete días que el Boletín Oficial del Estado publicara el acuerdo estratégico firmado con Riad con ocasión de la conferencia Diálogo Interreligioso, celebrada en Madrid. La transferencia procedía del Gobierno de Riad, a través del Ministerio de Finanzas, y tenía como destino una cuenta cuyo titular jurídico era una sociedad instrumental, Lucum Foundation, controlada por Arturo Fasana, Dante Canonica y otros testaferros locales del monarca español. Juan Carlos habría estado usando esos fondos durante meses hasta que en septiembre de 2012 liquidó los últimos 65 millones de dólares a la cuenta de su examante Corinna zu Sayn-Wittgenstein en concepto de donación.

## Fases
Fase 1.1: construcción de la plataforma. Fue adjudicada el 8 de febrero de 2009 por 1 453 millones de Euros (3,20 millones por kilómetro) al consorcio Al Rajhi Alliance (compuesto por Mada Group, Al Rajhi Holding, Al Arrab Contracting, Arup, la francesa Bouygues y China Railway Engineering Corporation CRECG).
Fase 1.2: construcción de las estaciones. El diseño fue adjudicado en abril de 2009 a Foster & Partners y Buro Happold por 28 millones de euros, incluyendo cuatro estaciones cuya construcción fue adjudicada en febrero de 2011: la estación de La Meca fue adjudicada al Saudi Bin Ladin Consortium por 681 millones de euros; tendrá una zona construida de 447.600 m². El mismo consorcio se encargará de la estación de Medina por 331 millones de euros; tendrá 172.000 m². Las estaciones de Yeda y King Abdullah Economic City (Rabigh-KAEC) se adjudicaron a Saudi Oger Joint Venture por 621 y 375 millones de euros, respectivamente; ocuparán 461.000 m² y 274.000 m². El diseño de las estaciones es común a todas, está marcado por una secuencia de arcos de 25 metros de alto pero con variaciones de color que identifican a las diferentes ciudades: dorado para La Meca, en referencia al pan de oro de la Kaaba; verde para Medina, por el color de la cúpula de la Mezquita del Profeta; azul y plateado para Rabigh-KAEC, como símbolo de una nueva ciudad emergente, y púrpura para Yeda, en referencia a su cultura. Todas se orientan según el camino del sol, cambiando desde la estación de Medina, que está orientada al Este, hasta La Meca, que lo está al norte. Además del edificio principal de salidas y llegadas, cuentan en su diseño con una mezquita, una estación de bomberos, un helipuerto, zonas comerciales y zonas de aparcamiento. La estación del Aeropuerto Internacional Rey Abdulaziz (KAIA) se adjudicó en otro concurso a Atkins.
La Fase 2 (adjudicada el 26 de octubre de 2011 y firmada el 14 de enero de 2012) se asignó al consorcio Al Shoula Group compuesto en un 88% por empresas españolas (Adif, Renfe Operadora, INECO, Talgo, Cobra, Consultrans, Copasa, Dimetronic, Inabensa (Abengoa), Imathia, Indra y OHL) junto a dos saudíes (Al Shoula Group y la constructora Al Rosan Contracting). El 28 de octubre de 2011 se constituyó el Consorcio Español Alta Velocidad Meca Medina, S.A. (CEAMM), que tiene como misión administrar la participación de los miembros españoles del Consorcio en la SPV saudí, que es una Sociedad de Propósito Específico bajo la legislación de Arabia Saudita constituida por el CEAMM y los dos socios saudíes.
La Fase 2 se divide, a su vez, en dos fases:
- Fase CAPEX, construcción de la superestructura, puesta en servicio de la línea y suministro del material rodante.
- Fase OPEX, operación del ferrocarril, y mantenimiento de la línea y del material rodante durante 12 años, ampliables a 17. La operación incluye toda la gestión de la línea: comercialización, seguridad, gestión de las estaciones, etc.

Las obras de la Fase 2 están supervisadas por la consultora alemana DB International y la libanesa Dar Al Handasah.
Se pretende una saudización del 70/75% del personal al final de la fase OPEX. El ministro de transportes, Abdullah Al Muqbel, manifestó el 2 de noviembre de 2015 que los recursos humanos locales aumentarán un 9% cada año: “hasta ahora hemos capacitado a 25 maquinistas saudíes”.
La Fase 2 se adjudicó por 6 736 millones de euros; 2 547 para la construcción (5,62 por kilómetro), 1 257 para el material rodante (34,92 cada uno) y 2 932 para la operación y mantenimiento durante 12 años (244,33 al año).

## Plazos y realización del proyecto
Fase 1.1: inicio a finales de 2009, con finalización prevista para el 5 de abril de 2012. Posteriormente se añadieron al proyecto algunos puentes y otras estructuras (especialmente en el área 1) por un total de 853 millones de € (un aumento del 55% sobre la adjudicación inicial), por lo que la finalización se prorrogó hasta el 31 de diciembre de 2014. El emir de la región de La Meca, Khaled Al Faisal, explicó que habían sido derruidas mil viviendas no planificadas para construir la estación de La Meca en el barrio de Rusaifah.
Fechas máximas previstas (después de la prórroga) para la entrega de la plataforma por parte del consorcio chino-saudí (el área 4 ya fue entregado en abril de 2013): área 5 en el primer trimestre de 2014 (fue entregado en mayo), el 6 en el segundo trimestre (entregado en octubre), el 3 en el tercer trimestre (entregado entre octubre, diciembre de 2014 y abril de 2015), y las áreas 1 y 2 a finales de 2014 (en agosto de 2015 se anuncia para el 30 de diciembre del mismo año). En diciembre de 2014 todavía faltaban por entregar a las constructoras españolas las áreas 1, 2 y 3; aunque se pensaba que esta última podría entregarse antes del fin del año, finalmente fue entregada entre octubre de 2014 y abril de 2015.
El 15 de mayo de 2015 se anunció oficialmente la finalización de todas las obras de la Fase 1.1 entre los kilómetros 255 y 447 (áreas 4, 5 y 6), es decir: entre el PAET 4 al norte de Rabigh-KAEC y Medina.
En junio de 2015 SRO anuncia que las obras de la Fase 1.1 entre La Meca y Yeda (áreas 1 y 2) se encuentran al 96%, aunque no se terminarán hasta finales del 2015. El presidente del consorcio Al Shoula, Pablo Vázquez, anunció el 7 de julio de 2015 que el tramo Yeda-KAEC no podrá comenzar el servicio comercial en 2016 debido a un túnel de tres kilómetros, cerca de Yeda, que todavía no estaba terminado. Es de especial interés y reconocimiento público, que ni un solo metro de infraestructura es en túnel. Ni siquiera en falso túnel. El 100% del trazado se ejecuta en trinchera, superficie o viaducto, como condicionante del proyecto, terreno sin sustentación (arena de desierto) y planicie sin desniveles. Es también notorio que el problema en el tramo KAEC-Yedah se da por la sepultación de la estructura ferroviaria por bancos de arena, lo cual se agrava con el paso del tiempo al no existir servicios que recorran la vía de forma regular. Se especula que la razón de dicha afectación, que se solucionaba en la fase de diseño, se debe a que las entregas de la fase 1.1 por parte del consorcio chino-saudí, no se corresponden con los proyectos de forma fidedigna, existiendo errores en las cotas y posiciones de la estructura, en la ejecución de las trincheras paralelas a la estructura o la utilización de materiales de inferior calidad a la definida en proyecto (por ejemplo, hormigón de densidad inferior), que podría estar teniendo consecuencias no solo por su colocación inexacta, sino por hundimientos del terreno debidos a fallos de cimentación. El 21 de agosto de 2015 el director general del proyecto, Bassam Bin Ahmed Ghulman, anunció que los trabajos de la Fase 1.1 del tramo La Meca-Yeda finalizarían el 30 de diciembre de 2015.
Finalmente el área 2 se empezó a entregar en enero de 2016 (completamente en mayo) y solo faltaban 22 kilómetros del área 1 que se esperaban para junio, pero los trabajos en la estación de La Meca se estancaron después de que las licencias del Grupo Bin Laden fuesen retiradas durante siete meses tras el colapso de una grúa en la Gran Mezquita el 11 de septiembre de 2015 y las del ramal al aeropuerto KAIA por la inundación de un túnel cerca de la estación de Yeda. El 21 de septiembre de 2016 faltaban por entregar unos 22 kilómetros del área 1 (entre el km 0 en La Meca y el 8, y entre el km 65,3 y el 79), y 1,8 kilómetros del ramal al aeropuerto KAIA en el área 2.
Fotografías de las obras del acceso a la estación de La Meca, el 17 de julio de 2015.
Fotografías de las obras en la plataforma del área 2, al sur de Yeda, el 16 de junio de 2015.
Fotografías de la plataforma terminada para la variante al aeropuerto KAIA, en mayo de 2015.
Fotografías de las obras en la plataforma para la variante desde el aeropuerto KAIA, en septiembre de 2015, y esquema de la propia variante.
Fase 1.2: inicio en junio de 2009, fecha prevista de entrega: 2015.
En noviembre de 2014 el anterior ministro de transportes, Jobarah Al Suraisry, anunció que se había completado el 90% de las principales estaciones.
En abril de 2015 el nuevo ministro de transportes, Abdullah Al Muqbel, confirma que las estaciones de Medina y Rabigh-KAEC están completamente terminadas. Se espera que la estación de Yeda Central, en el distrito de Sulaimaniyah, esté terminada a finales de abril de 2015.
El emir Khaled Al Faisal anunció el 20 de diciembre de 2015 que ya estaba terminado el 95% de las estaciones de La Meca y Yeda.
El 28 de julio de 2015 se adjudica a Pandrol CDM Track el contrato para la instalación de vía embebida en 17 kilómetros de todas las estaciones de la línea; se espera que los trabajos comiencen a finales del año 2015.
El 27 de septiembre de 2016 SRO anunció que se está planteando si debe abrir comercialmente las estaciones de Yeda Central, Rabigh-KAEC y Medina a finales de 2017 ya que previsiblemente no podrán tener viajeros debido al retraso de la puesta en servicio.
Fotografías de las obras en la estación de Medina el 1 de mayo de 2015, en la estación de Rabigh-KAEC el 13 de mayo de 2015, en la estación de Yeda Central el 20 de abril de 2015, en la estación de La Meca en noviembre de 2014, en la estación de Yeda Aeropuerto-KAIA en marzo de 2016 julio de 2015 y en noviembre de 2015
Fotografías de las estaciones: La Meca  Yeda Central Yeda Aeropuerto-KAIA Rabigh-KAEC y Medina
Fase 2 (plazos previstos inicialmente):
Notificación de comienzo: 15 de septiembre de 2012 (desde ese momento hay 52 meses hasta la entrega)
Inicio de las obras de las bases de montaje: octubre de 2012
Inicio del montaje de vía: mayo de 2013
Primer tren en Arabia Saudita: diciembre de 2014
Inicio de las pruebas (en el tramo de pruebas): abril de 2015
Final de las pruebas (licencia de operación): noviembre de 2016
Inicio de la operación con viajeros: diciembre de 2016
Las obras de la Fase 2 comenzaron en abril de 2013 en el área 4, el primero entregado por Al Rajhi Alliance, el consorcio de la Fase 1.1, con un año de retraso sobre los plazos iniciales, estando prevista su finalización (al igual que el área 5, entregado en mayo de 2014) en mayo de 2015.
Tras la prórroga de 32 meses otorgada a la Fase 1.1 (la plataforma, a cargo del consorcio Al Rajhi Alliance), SRO y el consorcio de la Fase 2 (Al Shoula Group) acordaron en febrero de 2014 un Plan de Aceleración para iniciar la explotación en el primer trimestre de 2018.
En enero de 2015 el consorcio hispano-saudí trabajaba sobre unos 200 kilómetros en las áreas 4, 5 y parte de la 3.
Finalmente, en marzo de 2015 se terminaron las obras de la Fase 2 en el área 5, en julio las del 4, en agosto las del área 6 y en marzo de 2016 las del área 3.
El primer tren comenzó las pruebas al norte de Rabigh-KAEC (área 4) el 14 de julio de 2015.
El 5 de octubre de 2015 el ministro de transporte, Abdullah Al Muqbil, inspeccionó satisfactoriamente los trabajos de todas las fases a bordo de un Talgo 350 SRO que circuló a 180 km/h.
En diciembre de 2015 el consorcio Al Shoula se comprometió a adelantar los plazos para poner en servicio el tramo KAEC-Medina en el primer trimestre de 2017 y el resto de la línea a finales del mismo año, cuando lo fijado en el Plan de Aceleración era el primer trimestre de 2018, y pese a que la propuesta económica del consorcio español para llevar a cabo dicha modificación en los plazos no tuvo respuesta. Las empresas remarcan que van por delante del calendario de obra: “el rendimiento de montaje de doble vía ha sido superior a 13 kilómetros al mes, cuando el compromiso contractual era de 8 kilómetros”.
Según medios saudíes, en febrero de 2016 se habían instalado 429 kilómetros de carril y los trabajos de superestructura están terminados al 90%. Según medios españoles, en marzo de 2016 se habían instalado 324 kilómetros de carril en vía doble (el 72,2% del total) y Copasa estaba a la espera de la entrega de los 22 últimos kilómetros cerca de La Meca. En las estimaciones de noviembre de 2015, con entrega de la plataforma prevista para diciembre, las empresas españolas confiaban en tener finalizada la superestructura en agosto; a comienzos de 2016, con entrega de la plataforma prevista para junio, se calculaba que estaría terminada a partir de octubre de 2016; pero en septiembre de 2016 todavía no se había entregado completamente el área 1, lo que hace que las estimaciones oficiales del consorcio español apunten al primer trimestre del 2017. En diciembre de 2016 solo faltaban 7 km en La Meca y 3 en Yeda.
Según SRO en marzo de 2016: "ninguna de las pruebas realizadas muestran la necesidad de cambiar nada en la superestructura de la línea, las pruebas técnicas y de seguridad avanzan según el cronograma".
Fotografías de las obras en el taller de Medina (vistas en mayo de 2016).

## Características
Está diseñada para una velocidad máxima de 320 km/h con operación comercial a un máximo de 300 km/h
Tendrá doble vía de ancho estándar (1.435 mm), electrificada a 25 kV 60 Hz con ERTMS, que consistirá en el sistema de gestión Da Vinci, el sistema de bloqueo ETCS 2 y el de comunicaciones de voz y datos GSM-R. La pendiente máxima será de 33,9 mm lo que indica que solo servirá para trenes de viajeros.

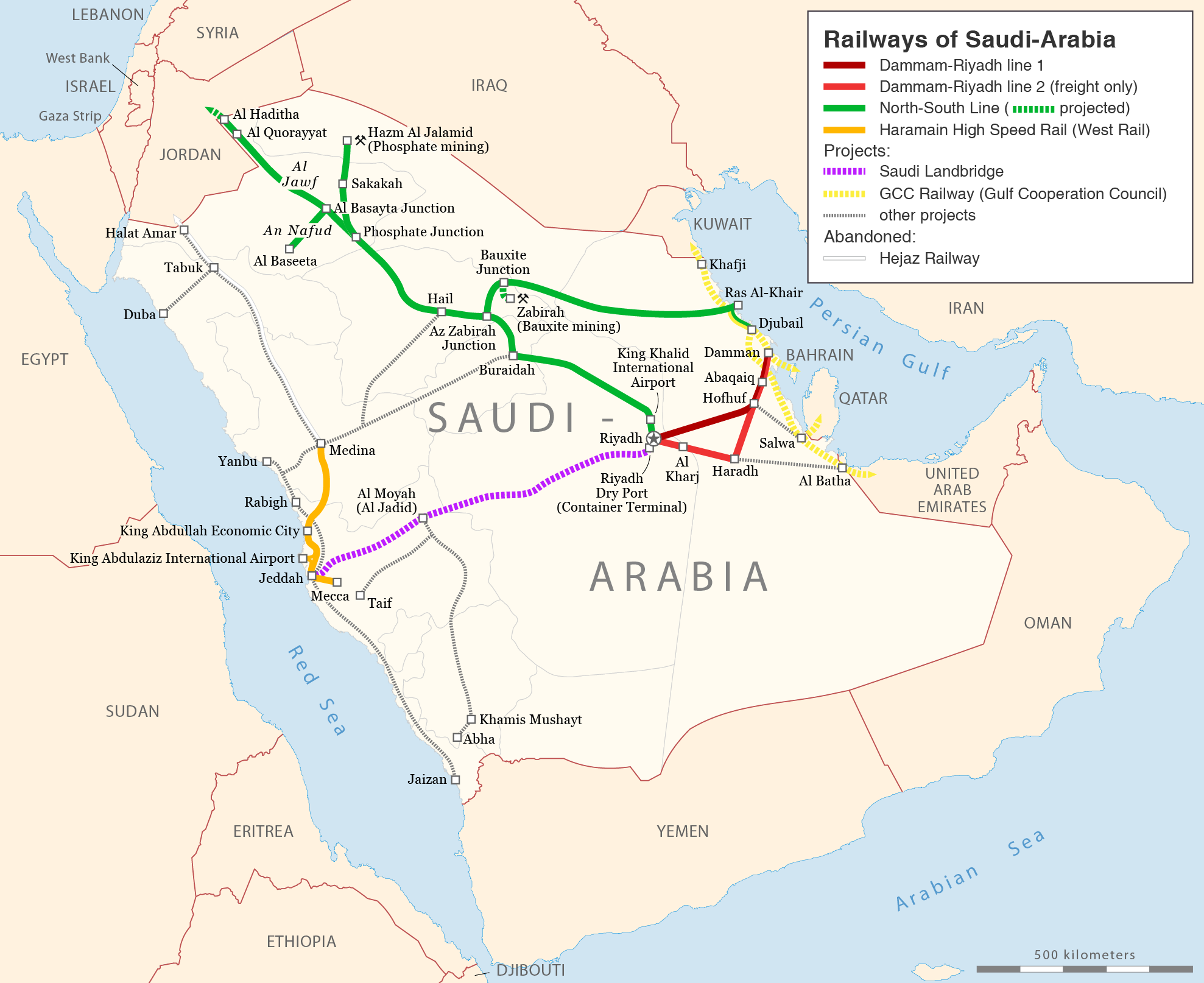
Mapa de los ferrocarriles de Arabia Saudí.

La línea tendrá una longitud de 449,1 km, más el ramal de conexión al aeropuerto KAIA de Yeda (3,75 km) y ramales auxiliares a las tres bases de mantenimiento: un taller de mantenimiento de primer nivel cerca de La Meca; otro de segundo nivel cerca de Medina, y un depósito en el km 125. El taller de Medina, a 23 kilómetros de la ciudad, se extiende sobre una superficie de 55 hectáreas en las que se van a realizar tanto intervenciones de primer nivel o ligeras, como de segundo nivel o pesadas; la nave de mantenimiento ligero, con una longitud de 450 metros, tendrá cuatro vías (con dos tornos adosados) en las que se podrá actuar sobre ocho trenes al mismo tiempo. La línea tendrá siete Puestos de Adelantamiento y Estacionamiento de Trenes (PAET), ocho Puestos de Banalización (PB), dos Centros de Operación y Control (Office of Control Center, OCC): el principal y otro de respaldo (BCC), ambos en Yeda, y seis subestaciones.
La longitud total de vía sencilla a ejecutar es de 785,6 km de vía sobre balasto, 128,88 km de vía en placa en el trayecto y 32,6 km de vía embebida en estaciones.
Pese a que lo previsto inicialmente eran 136 puentes con una longitud de 35 600 metros (el 7,9% de la línea), las modificaciones de las áreas 1 y 2 han supuesto la construcción de 105 puentes solo en la región de La Meca; también hay doce pasos para dromedarios de 52,9 metros cada uno.
Tendrá cinco estaciones iniciales: La Meca, Yeda Central, Yeda KAIA (Aeropuerto Internacional Rey Abdulá, en un ramal), Rabigh-KAEC (Ciudad Económica Rey Abdulá) y Medina. Se hizo un estudio sobre otra, en Abyar Ali, cerca de la mezquita Meeqat, próxima a Medina. Las estaciones de las ciudades santas quedaban fuera de la zona prohibida para los no musulmanes según el proyecto original, pero los cambios en el área 1 hicieron que la estación de La Meca (Makkah Haram) quede dentro de esa zona, por lo que tendrá que autorizarse la entrada, tal y como ha sucedido en otras ocasiones, por parte de las autoridades religiosas.
Como curiosidad: 13 kilómetros de la línea discurren en la mediana de una autopista, entre los km 94,1 y 107,2. y otros 13km en la mediana del 3er anillo carretero, de 4 carriles por sentido y vías de servicio con 3 carriles por sentido, en el entorno de Medina, a partir del km 3,1.
Plataforma: área 1 (km 1,3 al 75,0), área 2 (75,0-109,25), área 3 (109,25 al 180), área 4 (180 al 291,3), área 5 (291,3 al 375,0) y área 6 (375 al 449).
Instalaciones (puntos kilométricos):
- 001,000 Estación La Meca (modificado posteriormente hacia el interior de la ciudad)
- 005,400 Taller ligero (primer nivel)
- 006,200 PAET 1
- 034,800 PAET 2
- 036,000 Subestación 1
- 063,000 PB 1
- 078,500 Estación Yeda Central
- 092,800 Bifurcación hacia la estación de Yeda Aeropuerto-KAIA (km 96.100)
- 100,900 Incorporación desde la estación de Yeda Aeropuerto-KAIA
- 112,000 Subestación 2
- 125,000 Depósito principal y PAET 3
- 157,900 PB 4
- 181,800 Estación Rabigh-KAEC
- 189,200 Subestación 3
- 224,000 PB 5
- 251,300 Subestación 4
- 254,500 PAET 4
- 281,700 PB 6
- 312,200 PAET 5
- 336,100 Subestación 5
- 340,300 PB 7
- 350,600 Taller nº 3 (no previsto inicialmente)
- 361,500 PAET 6
- 394,700 PB 8
- 420,700 PAET 7
- 422,000 Subestación 6
- 426,000 Taller pesado (primer y segundo nivel)
- 449,117 Estación Medina

Con acceso mediante ramal: Yeda Aeropuerto-KAIA (km 96,100).
En Yeda Central enlazará con la nueva línea Saudi Landbridge, que atravesará Arabia de costa a costa.

## Innovaciones tecnológicas
Dentro del programa Arid-Lap, Adif ha diseñado un dron para control de la línea. El vehículo empleado es un helicóptero teledirigido del tipo RPAS, equipado con dos cámaras de alta precisión y una tercera de infrarrojos, para tener un mayor detalle en el escaneado de los elementos, con un patrón del terreno y ortofotos (imágenes con la referencia geográfica). Es capaz de observar al detalle fallos en las vías, en la catenaria y en las estructuras de difícil acceso, especialmente en los viaductos.

### Temperaturas extremas
Según ADIF y Talgo: “el gradiente de temperatura en Arabia Saudita es similar al de España. La técnica de construcción será pareja a la empleada en nuestro país”. Aun así los trenes tendrán aislamiento especial, protecciones en las ventanas y un equipo de aire acondicionado de alto rendimiento situado en el exterior, con un sistema de alimentación auxiliar redundante, en las dos motrices, formado por sendos grupos con motor de combustión y una autonomía de dos horas.
Las especificaciones técnicas de los equipos que componen los sistemas de protección son: resistividad térmica en un rango de 0 a 60º y estanqueidad al polvo de arena IP65 (el 6 indica protección fuerte contra el polvo y el 5: aguante a lluvia medio).

### Lucha contra la arena
El trazado discurre paralelo a la costa, con vientos entrantes del lado del Mar Rojo por el oeste, que producen principalmente dos efectos: por un lado, presencia de arena en suspensión y, por otro, formación y desplazamiento de dunas. También hay que tener en cuenta los campos eléctricos que crean las tormentas de arena.
En los trenes habrá deflectores de arena y un acabado especial en las cajas y ventanas, con films de protección y pintura más gruesa y "elástica" desarrollada por Talgo, Aeroepoxy Composites Andalucía y el Cetemet, cuyo equipo también ha ideado una lámina de poliuretano especial para proteger el vidrio curvo de la cabina. Tendrá refuerzo de la estanqueidad de las uniones mecánicas y eléctricas, varios niveles de filtrado en la entrada de aire, un sistema especial de agua para el refrigerado de los convertidores, sobrepresión interior y un sellado especial de las puertas exteriores. Las ruedas tendrán un diámetro mayor para que cada punto pase menos veces por el carril y aumentar así su vida útil, además se montarán unos pequeños sopladores en el frontal para retirar la arena del carril.
Para minimizar la afectación a la superestructura se creó el programa Arid-Lap, que incluye el seguimiento vía satélite de las dunas y numerosos trabajos en el banco de pruebas del Laboratorio de Geotecnia del Cedex. Se han localizado los puntos más problemáticos y se ha previsto la ejecución de zonas de captación controlada de arena (trincheras), muretes de protección de 1,60 metros de altura y la instalación de vía en placa Rheda 2000 en 39 kilómetros del área 4 y en otros 30 en el resto del trazado.

### Detección de carril roto
Puesto que no hay una instalación de circuitos de vía, se necesita un nuevo sistema de detección de rotura del carril. Tras realizar un proceso detallado de Vigilancia Tecnológica, se han identificado tecnologías posibles en las que estaría basado el detector (ultrasonidos, fibra óptica y retorno de la corriente de tracción) y se trabaja en el análisis de factibilidad definitivo de la tecnología a emplear. Finalmente, y según referencia directa de empleados del Consorcio, se están instalando contadores de ejes, como en la nueva Línea de alta velocidad Valladolid-Palencia-León.

### Etiquetas RFID
La etiqueta RFID (Radio Frequency IDentification, identificación por radiofrecuencia), que estará embebida en la traviesa, contiene un código numérico legible desde el material rodante mediante una antena a velocidades de más de 300 km/h. Con ello se persigue incorporar tecnologías eficientes ya probadas para la mejora del mantenimiento posterior de la línea.

## Material rodante
Los Talgo 350 SRO son una serie de trenes de alta velocidad del consorcio Talgo/Bombardier para la Haramain High Speed Rail Project de Saudi Railways Organization (SRO) basados en la Serie 112 de Renfe.
El contrato de 1 257 millones de € se formalizó para 35 trenes más uno especial corporativo VIP dual (híbrido), a 34,92 millones de euros por tren; son 1 600 millones de euros contando el mantenimiento durante 12 años. Existe una opción de 20 más por 800 millones de €. Se diferencian de la Serie 112 de Renfe en la aerodinámica de la tractora, que incorpora el diseño del AVRIL G3, y en que tienen 13 coches para ofrecer 417 plazas. Su velocidad comercial máxima será de 300 km/h. En septiembre de 2013 se aprobó el diseño interior, acordándose el inicio de la fabricación para principios de 2014, con la entrega de la primera unidad para pruebas en diciembre del 2014.
También se suministrarán dos vehículos de socorro y un tren taller, para lo cual Renfe convocará un concurso.
El 12 de diciembre de 2014 embarcó en Barcelona el primer tren, que llegó a Yeda el día 23. A finales del verano del 2015 esperan mandar el segundo y a partir de septiembre Talgo enviará trenes cada tres meses.
El 26 de mayo de 2015 los ministros de transporte anuncian que las pruebas del material rodante comenzarán en junio entre Rabigh-KAEC y Medina, se realizarán a un máximo de 300 km/h y servirán para comprobar el comportamiento del tren ante las tormentas de arena y las altas temperaturas.
El primer tren comenzó las pruebas al norte de Rabigh-KAEC el 14 de julio de 2015, alcanzando los 100 km/h en presencia del ministro de transportes saudí durante las pruebas del 27 y 28 del mismo mes y, poco después, los 300 km/h sin apreciarse problemas derivados de la arena o de las altísimas temperaturas; el periodo de pruebas puede durar en torno a tres meses.
Fuentes de SRO anuncian que las pruebas entre Medina y Yeda comenzarán a mediados del 2016. En febrero del mismo año hay tres trenes realizando pruebas en la vía 1 entre Medina y Rabigh-KAEC.

## Operación comercial
A partir de marzo de 2016 SRO va a organizar visitas a las estaciones para explicar a los escolares el funcionamiento de las mismas, ya que no existe una cultura de transporte ferroviario en la zona.
El director general para proyectos de expansión de SRO, Wasmi Alfarraj, anunció el 6 de octubre de 2015 que cada hora habrá siete servicios La Meca-Yeda, cuatro La Meca-KAEC y dos La Meca-Medina durante los periodos normales. Durante el período anual Hajj habrá un horario especial, durante el cual el intervalo entre trenes en el tramo La Meca-Yeda podría ser tan solo de cinco o siete minutos para dar cabida a cerca de tres millones de peregrinos durante quince días, unos 165 000 diarios. Frente a los 160 000 viajeros diarios y 50 o 60 millones al año previstos en el pliego inicial del concurso, encargado por las autoridades saudíes, los nuevos cálculos apuntan a que difícilmente se superarán los 82 000 viajeros diarios, unos 30 millones al año. Sin embargo, las autoridades saudíes han diseñado el plan estratégico Saudi Vision 2030, que establece un nuevo sistema de visados para permitir a expatriados musulmanes y árabes trabajar a largo plazo en el reino, y también robustecer el turismo incrementando desde los 13-15 millones actuales hasta los 30 millones el número de peregrinos a las ciudades santas de La Meca y Medina tanto en el Hajj (Gran Procesión) como en la Umrah en los próximos 15 años. En diciembre de 2016 el supervisor del proyecto, Bassam Ghulam, anunció que durante los primeros doce años esperan cien millones de viajeros anuales y que, durante el inicio de la explotación, esperan entre 11.400 y 12.400 pasajeros por hora, cuando llegue a ser plenamente operativo, el tren transportará 19.100 pasajeros por hora entre Yeda y La Meca, 3.800 entre La Meca y Medina y 8.000 entre Rabigh-KAEC y Medina.
Inicialmente se anunció un servicio exprés sin paradas con una duración de 2 horas (a 225 km/h de media), mientras que el resto tardará 2 horas 30 minutos (a 180 km/h) con dos paradas. Los tiempos previstos inicialmente para los trayectos parciales eran: 30 minutos entre La Meca y Yeda Central (con una velocidad media de 155 km/h), 30 minutos entre La Meca y Yeda Aeropuerto-KAIA (190 km/h), 25 minutos entre Yeda Aeropuerto-KAIA y Rabigh-KAEC (185 km/h), 55 minutos entre La Meca y Rabigh-KAEC (197 km/h), y 55 minutos entre Rabigh-KAEC y Medina (292 km/h). En febrero de 2016 SRO anuncia nuevos tiempos de viaje: 21 minutos entre La Meca y Yeda Central (con una velocidad media de 224 km/h), 35 minutos entre La Meca y Yeda Aeropuerto-KAIA (165 km/h), 57 minutos entre La Meca y Rabigh-KAEC (191 km/h), 61 minutos entre esta última y Medina (263 km/h), y 110 entre La Meca y Medina sin paradas (245 km/h). El 27 de septiembre de 2016 SRO anunció nuevos tiempos para el trayecto KAIA-KAEC: 36 minutos.
El 11 de septiembre de 2015 el director general del proyecto, Bassam Bin Ahmed Ghulman, anunció que los billetes entre Yeda y Medina (371 km) costarán a partir de 100 riales (23,58 €), y entre Yeda y La Meca (78 km), a partir de 20 (4,72).
El 7 de julio de 2015 el presidente de Renfe y del consorcio Al Shoula, Pablo Vázquez, anunció que toda la línea entraría en servicio el 1 de enero de 2017, y el tramo KAEC-Medina lo haría antes de esa fecha, El 21 de agosto de 2015 el director general del proyecto, Bassam Bin Ahmed Ghulman, anunció que los trabajos de la Fase 2 finalizarán el 30 de diciembre de 2016. El ministro de transportes, Al Muqbel, manifestó el 2 de noviembre de 2015 que no había retrasos para poner la línea en servicio a finales de 2016: "debido a la magnitud de los trabajos en los puentes entre La Meca y Yeda algunos pueden pensar que hay retrasos, pero hemos pedido a los contratistas que aumenten sus recursos humanos y el cronograma se cumplirá". El emir de la región de La Meca, el príncipe Khaled Al Faisal, el ministro de transportes Abdullah Al Moqbel y el nuevo presidente de SRO: Rumaih Al Rumaih, anunciaron el 20 de diciembre de 2015 que la operación comercial en el tramo entre Rabigh-KAEC y Medina comenzaría en diciembre de 2016 y que la línea estaría en completo funcionamiento a finales de 2017, un año antes de lo previsto en el Plan de Aceleración acordado con SRO en febrero de 2014 tras la prórroga por las modificaciones de la Fase 1.1 en las áreas 1 y 2.
El 9 de mayo de 2016, durante la visita a Arabia del presidente de Renfe y del consorcio Al Shoula, Pablo Vázquez, SRO reconoció los retrasos en la entrega de la Fase 1.1 y ofreció 14 meses más de plazo para la finalización del proyecto, aunque la escasa cuantía de los sobrecostes reconocidos impidió el acuerdo, por lo que se acudió a un mediador independiente. SRO también se ha comprometido a ponerse al día en los pagos al consorcio español; coincidiendo con la visita fue destituido el ministro de transportes, Abdullah Al Muqbel, dentro de una remodelación del gobierno. El 19 del mismo mes renunció al cargo el consejero delegado del consorcio Al Shoula, Santiago Ruiz. El 27 de septiembre de 2016 SRO anunció que se está planteando si debe abrir comercialmente las estaciones de Yeda Central, Rabigh-KAEC y Medina a finales de 2017 ya que previsiblemente no podrán tener viajeros debido al retraso de la puesta en servicio.
Finalmente, el 17 de noviembre de 2016 se llegó a un acuerdo por el que Al Shoula se compromete a poner en servicio toda la línea en marzo de 2018 (15 meses más tarde de la fecha prevista en el contrato inicial), mientras que el tramo entre KAEC y Medina se abrirá en diciembre de 2017. A cambio, SRO abonará al consorcio 600 millones de riyales saudíes (150,9 millones de euros); 50 millones de euros corresponden a los sobrecostes por no poder comenzar los trabajos cuando estaba previsto, 38 millones por un taller no previsto inicialmente, y otros 63 millones por trabajos en las zonas VIP de algunas estaciones. SRO garantiza que incorporará un mecanismo automático por el que Riad compensará económicamente a las firmas si se ven obligadas a prolongar el periodo de las obras por demoras no ligadas a la segunda fase del proyecto.
En 2023, el servicio entró en beneficios y según cálculos de Renfe la línea de alta velocidad transportaba una media de 500.000 personas al mes, superando las estimaciones que se realizaron en 2022.

## Problemas técnicos: Tormentas de arena y catenarias
Al poco tiempo de la adjudicación del proyecto al consorcio español, se empezaron a plantear problemas a causa de la arena del desierto.
De los 449 kilómetros del trazado, existen 110 (desde el km 117 al 127) afectados por este problema, que fueron advertidos por Deutsche Bahn, supervisor del consorcio.
Las tormentas de arena son un fenómeno meteorológico que puede alcanzar una altura de hasta 6 kilómetros.
Los medios de comunicación españoles han recogido los problemas causados por la arena sobre las catenarias.
Algunos medios también han planteado que esos problemas técnicos y retrasos podrían suponer pérdidas de hasta 1.800 millones de euros para el consorcio español e incluso la inviabilidad del proyecto.
Los problemas técnicos han impedido que en los tramos complicados la velocidad supere los 5 kilómetros-hora.

## Retrasos y prórrogas
A consecuencia de estos problemas técnicos, no fue posible acabar el proyecto en el plazo inicialmente previsto, que era el año 2016.
Coincidiendo con la visita del rey Felipe VI a Riad, se consiguió una prórroga de 14 meses, hasta marzo de 2018, y el gobierno saudita se comprometió a asumir 150 millones de euros de las pérdidas previstas por el consorcio. 
Ello ha abierto un debate acerca de quién debe costear las pérdidas no asumidas por Arabia Saudita, si las empresas privadas del consorcio o el estado español.